# Ilattia aroa
Ilattia aroa là một loài bướm đêm trong họ Noctuidae.